# Иван Паспалеев
Иван Димитров Паспалеев е български офицер, генерал-майор, участник в Балканската (1912 – 1913) и Междусъюзническата война (1913), командир на 1-ва дружина от 22-ри пехотен тракийски полк през Първата световна война (1915 – 1918).

## Биография
Иван Паспалеев е роден 7 януари 1869 г. в Самоков. Завършва военно училище в Русия и на 20 октомври 1892 е произведен в чин подпоручик от руската армия. На 14 февруари е произведен в чин подпоручик от българската армия. Служи в 13-и пехотен рилски полк и 22-ри пехотен тракийски полк. По-късно е командир на 22-ра сборна дружина и началник на 13-о полково военно окръжие.
По време на Първата световна война (1915 – 1918) майор Иван Паспалеев командва 1-ва дружина от 22-ри пехотен тракийски полк. През 1917 г. съгласно заповед № 678 по Действащата армия „за бойни отличия и заслуги във войната“ майор Паспалеев е награден с Народен орден „За военна заслуга“ IV степен с военно отличие. На 1 август 1917 е произведен в чин подполковник.
През 1918 г. е уволнен от служба. Умира през 1919 година.
Генерал-майор Иван Паспалеев е женен и има две деца Валентин (полковник) и Леонид (подполковник).

## Военни звания
- Подпоручик от руската армия (29 октомври 1892)
- Подпоручик (14 февруари 1895)
- Поручик (2 август 1897)
- Капитан (2 август 1903)
- Майор (14 юли 1913)
- Подполковник (1 август 1917)
- Полковник
- Генерал-майор

## Награди
- Народен орден „За военна заслуга“ IV степен с военно отличие